# Schizodium obliquum
Schizodium obliquum é uma espécie de orquídea terrestre pertencente à subtribo Disinae, endêmica da Província do Cabo Setentrional, na África do Sul. Existe uma subspécie denominada clavigerum.
Apresentam raízes providas de tubérculos que originam caules flexíveis, delgados e resistentes que apresentam uma roseta de folhas na base e algumas folhas lineares ao longo de seu comprimento. A inflorescência não se ramifica e comporta poucas flores espaçadas ressupinadas, com sépala dorsal provida de calcar e pétalas de ápice dividido, com pequenos lobos basais e que apresentam profunda canaleta no centro, dando a impressão de estarem divididas. O labelo é pandurado, ou seja, em formato de violão, com três áreas claramente distintas, a extremidade aguda. A coluna tem apêndices laterais bem desenvolvidos, contém duas polínias e rostelo trilobado.
Crescem solo arenoso, em áreas mais alagadiças de pouca altitude, próximos da praia ou em encostas de montanhas. Nada se sabe sobre sua polinização, sua floração ocasionalmente ocorre após incêndios mas não está comprovada a ligação entre os eventos. Aparentemente este espécie é pouco ou nada cultivada..